# SGP-jongeren
SGP-jongeren (SGPJ) is een Nederlandse politieke jongerenorganisatie van orthodox-christelijke signatuur, gelieerd aan de Staatkundig Gereformeerde Partij. Evenals andere PJO's zijn de SGP-jongeren onafhankelijk. Haar houding richting de moederpartij is het best te omschrijven als positief-kritisch.
De SGP-jongerenorganisatie is de grootste politieke jongerenorganisatie in Nederland. De organisatie had in 2017 zo'n 7300 leden. In 2020 bedroeg het ledenaantal ongeveer 3500.

## Ontstaan en geschiedenis
De SGP-jongerenorganisatie werd opgericht in 1934 in Rotterdam. De naam luidde toen Landelijk Verband van Staatkundig Gereformeerde Studieverenigingen (LVSGS). Na de Tweede Wereldoorlog maakte de LVSGS een doorstart. Veel activiteiten werden er, naast het uitgeven van oude geschriften, niet ontplooid. In de jaren 1960 veranderde dit. Steeds meer jongeren abonneerden zich op 'Onderling Kontakt', het blad dat de LVSGS uitgaf. In 1975 werd het blad opgesplitst in het studieblad Zicht, later het magazine van het Wetenschappelijk Instituut van de SGP, en het jongerenblad Ons Contact.
Vanaf de jaren 1970 maakte de jongerenorganisatie een groei mee. Ook werden er steeds meer activiteiten gehouden. In 1986 vond de eerste SGP-jongerendag plaats. Deze was een succes. SGP-jongeren houdt nu elke twee jaar een SGP-jongerendag.
In de jaren 1990 groeide de organisatie hard. Dat leidde in 1993 tot de benoeming van een professionele voltijds beleidsadviseur.

## Bestuur en organisatie
Binnen de SGP-jongerenorganisatie zijn ongeveer 250 vrijwilligers actief. De organisatie bestaat uit een bestuur en commissies. De commissies houden zich bezig met specifieke beleidsterreinen. In tegenstelling tot bij de moederorganisatie is het bij SGP-jongeren sinds 2006 mogelijk dat vrouwen bestuursfuncties innemen.
SGP-jongeren geeft twee magazines uit. Het tijdschrift voor de jongsten (11 tot 15 jaar) heet KLIK. In dit blad staan interviews, een strip en meer informatie over gebeurtenissen in en rond de politiek. Het magazine van SGP-jongeren vanaf 16 jaar heet In Contact. Het verschijnt viermaal per jaar. In oktober 2005 verkreeg het enige landelijke bekendheid door een interview met minister Alexander Pechtold (D66, Bestuurlijke vernieuwing en Koninkrijksrelaties), waarin deze ervoor pleitte niet meer te "kakelen" over de dreiging van het terrorisme. In het interview verweet hij toenmalig minister-president Balkenende bij te dragen aan het doemdenken in de Nederlandse samenleving.
Sinds 2007 kent de SGP-jongerenorganisatie de Oranje-bovenprijs toe aan een politicus die zich inzet voor thema's die de organisatie beschouwt als belangrijk. SGP-fractievoorzitter Bas van der Vlies was de eerste die de prijs kreeg. In 2008 was minister Maxime Verhagen aan de beurt en in 2010 mocht Ayaan Hirsi Ali de prijs ontvangen. In 2012 ontving Lodewijk Asscher de prijs voor zijn strijd tegen de prostitutie. In 2014 ging de prijs naar prof. mr. Pieter van Vollenhoven en in 2016 ontving Anne van der Bijl de prijs.

## In de media
- In de zomer van 2006, haalden SGP-jongeren de landelijke pers, doordat zij protest aantekenden tegen vermeende godslastering tijdens de Confessions Tour van de Amerikaanse zangeres Madonna in Amsterdam, waarin de zangeres de kruisiging van Jezus Christus persifleerde.
- In juni 2007 kwamen ze opnieuw in de publiciteit, doordat ze hun beklag hadden gedaan over een vraag uit het vmbo-examen maatschappijleer. Daarin werd middels een twijfelachtig citaat[4] gesuggereerd dat de SGP tegen orgaandonatie was.[5]
- In juni 2011 deelden SGP-jongeren Oranjebitter uit bij het congres van D66 in Utrecht om de zure opmerkingen van Alexander Pechtold over de SGP weg te spoelen.
- Op de SGP-jongerendag van 2012 was onder andere premier Mark Rutte te gast. Ruttes uitspraak dat voor de SGP 'afspraak is afspraak' geldt, deed veel stof opwaaien. Tijdens het vragenuurtje in de Kamer wilde Alexander Pechtold weten of er afspraken met de SGP waren gemaakt om voor kabinetsplannen een meerderheid in de Eerste Kamer te garandeerden.
- Tijdens de Tweede Kamerverkiezingen in 2012 groeide de SGP met 5,4 procent op Schiermonnikoog. De stemmenwinst bleek een actie van SGP-jongeren, die met een groep naar het Waddeneiland waren afgereisd om de uitslag te beïnvloeden.
- In 2013 verzette de SGP-jongeren zich tegen het streven van Coöperatie Laatste Wil.[6]
- Hoewel de zaak tegen Second Love in 2013 bij de Reclame Code Commissie werd verloren,[7] kreeg het thema landelijk veel media-aandacht en ontstond er maatschappelijk debat.
- Premier Rutte werd in 2014 opgeroepen om meer aandacht te hebben voor christenvervolging.[8] De premier reageerde met een open brief.[9]
- Op 1 april 2016 maakte SGP-jongeren bekend de opkomst te gaan peilen van het referendum over het Associatieakkoord met Oekraïne.[10] Met deze 1 aprilgrap vroeg de organisatie aandacht voor het feit dat grote peilingbureaus niet de opkomst wilden peilen van het referendum, terwijl dit normaliter bij verkiezingen wel gebeurt.

## Oranje-Boven Prijs
Sinds 2007 kent de SGP-jongerenorganisatie de Oranje-Bovenprijs toe aan een politicus die zich inzet voor thema's die de organisatie als belangrijk beschouwt.
- 2007 - SGP-fractievoorzitter Bas van der Vlies
- 2008 - CDA-minister Maxime Verhagen
- 2010 - oud-VVD'er Ayaan Hirsi Ali
- 2012 - PvdA-wethouder Lodewijk Asscher, voor zijn strijd tegen de prostitutie
- 2013 - hoofdredacteur weekblad Elsevier Arendo Joustra voor de positie van orthodoxe christenen[11]
- 2014 - Pieter van Vollenhoven[12]
- 2016 - oprichter Open Doors Anne van der Bijl[13]
- 2017 - Generaal Tom Middendorp[14]
- 2020 - Columnist Rosanne Hertzberger, voor haar herhaaldelijke pleidooi tegen verruiming van de euthanasiewetgeving[15]
- 2021 - CDA-Tweede Kamerlid Derk Boswijk[15]
- 2023 - BBB-Tweede Kamerlid Nicki Pouw-Verweij, voor haar inzet voor de medisch-ethische vraagstukken[16]

In 2015 wilde de organisatie de prijs toekennen aan voormalig SGP Eerste Kamerlid Gerrit Holdijk. Wegens diens gezondheidssituatie besloot SGP-jongeren toentertijd het te laten bij het bekendmaken van de nominatie. In 2018, 2019 en 2022 werd de prijs ook niet uitgereikt.

## Lijst van de voorzitters
1. D. Bogaard (1934-1938)
2. C. Meijer (1938-1946)
3. J.C. Hooykaas (1946-1947)
4. Pieter Jan Dorsman (1947-1971)
5. Gert van den Berg (1972-1986)
6. George van Heukelom (1986-1991)
7. Hans Tanis (1991-1999)
8. Elbert Dijkgraaf (1999-2003)
9. Christian van Bemmel (2003-2006)
10. Jan Kloosterman (2006-2009)
11. Jacques Rozendaal (2009-2013)
12. Jan-Willem Kranendonk (2013-2016)
13. Willem Pos (2016-2019)
14. Arie Rijneveld (30 maart 2019 - 17 april 2021)
15. Leander Tramper (17 april 2021 - nov 2021 a.i.)
16. Peter de Leeuw ( nov 2021 - 9 april 2022)
17. Rody van Heijst (9 april 2022 - 23 maart 2024)
18. Jelmer Kruidenier (23 maart 2024 - 2 november 2024)
19. Johan Roodnat (2 november 2024 - heden)